# 시티 그라운드
더 시티 그라운드(The City Ground)는 잉글랜드의 축구 경기장이다. 노팅엄에 위치한 이 경기장은 30,602명의 인원을 수용할 수 있다. 현재 프리미어 리그의 일원인 노팅엄 포리스트 FC의 홈 경기장이며 UEFA 유로 1996이 열렸었던 경기장 중 하나이기도 하다.